# 維多·吉諾維斯
維多·吉諾維斯（英語：Vito Genovese，義大利語：[ˈviːto dʒenoˈveːze, -eːse]，1897年11月21日—1969年2月14日），綽號唐·維多（英語：Don Vito，又譯為維多閣下），生於義大利王國那不勒斯图菲诺，美國著名黑手黨幫派份子，曾經主掌吉諾維斯家族。

## 生平
維多·吉諾維斯出生在圖菲諾底下的分區，羅西里安諾（Rosigliano）。在相當於小學五年級時輟學。15歲時，與家人一同由義大利，移民至美國紐約市曼哈頓區小義大利。他混跡街頭，偷竊商品，也幫忙黑幫跑腿，收保護費。
1920年代，加入喬·馬塞里亞的幫派，與查理·盧西安諾，弗兰克·科斯特洛，一同協助阿諾·羅斯汀的私酒生意。1930年至1931年間，喬·馬塞里亞與薩爾瓦托雷·馬蘭扎諾的幫派之間，發生卡斯泰拉姆馬雷戰爭。1931年，查理·盧西安諾策劃暗殺喬·馬塞里亞，維多·吉諾維斯是槍手之一。同年，薩爾瓦托雷·馬蘭扎諾也遭到暗殺。查理·盧西安諾成為家族老大，維多·吉諾維斯成為二老闆。
1934年，因為一筆金額為15萬美元的賭債糾紛，吉諾維斯與其他五名槍手，在布魯克林槍殺了另一名幫派份子斐迪南·博西亞（Ferdinand Boccia）。
1936年，查理·盧西安諾入獄，吉諾維斯成為幫派檯面上的老大。同年11月36日，吉諾維斯在紐約市完成歸化美國國籍的程序，成為美國公民。因為擔心斐迪南·博西亞謀殺案被追訴，於1937年，吉諾維斯以7萬5千元現金的代價，偷渡回義大利，居住在臨近那不勒斯的都市諾拉。
第二次世界大戰時因殺人等罪，逃回義大利。1957年，維多回到美國，與卡羅·甘比諾、喬·普羅法奇結盟。首先，維多策劃槍手刺殺盧西安諾犯罪家族的前台老大弗兰克·科斯特洛，強迫他退位，接管了盧西安諾犯罪家族。接著，由喬·普羅法奇派出手下喬·加洛，槍殺艾伯特·阿納斯塔塞，幫助甘比諾接管家族，成為甘比諾犯罪家族老大。因此，維多接收了查理·盧西安諾的地盤，控制黑手黨委員會，在1957年至1959年間，他被稱為「頭目中的頭目」（Boss of all Bosses），是五大家族中最有權勢的人。
吉諾維斯於1957年召開阿巴拉欽會議，遭到聯邦調查局查獲後，引發黑手黨內對他的不滿。
1959年，以販毒罪嫌遭到逮捕，定罪，之後入獄服刑。他在監獄中仍然控制吉諾維斯犯罪家族，但家族勢力衰退。黑手黨委員會轉由卡羅·甘比諾控制。
1969年2月14日，吉諾維斯在密蘇里州春田的美國聯邦囚犯醫療中心因心臟病發作死亡，葬於紐約皇后區中村的聖約翰公墓。

## 影视形象
在2025年上映的犯罪剧情片《黑道中人》中，维多·吉诺维斯由罗伯特·德尼罗扮演。